# Zvonko Bego
Zvonko Bego (Spalato, 19 dicembre 1940 – Krapinske Toplice, 13 agosto 2018) è stato un calciatore jugoslavo, croato dal 1991, di ruolo centrocampista.

## Biografia
Nato nella città dalmata fu il fratello minore di Ivo e Boran, anche essi calciatori dell'Hajduk Spalato.

## Carriera

### Club
Esordì da giovane nella prima squadra dell'Hajduk Spalato, era il 22 dicembre 1957 in una partita di coppa vinta per 3 a 1 dai majstori s mora contro il Lokomotiva Zagabria dove andò anche a segno.
Il suo primo goal in campionato lo fece a Spalato nel 1958 contro il Vojvodina, partita che finì con un secco 1 a 0.
Nonostante le persistenti avance di altre squadre jugoslave come il Partizan non se ne volle andare dai bili finché non sollevò il primo trofeo nazionale della storia della società. Nella stagione 1966-1967 conquistò la Coppa di Jugoslavia. Dopo essere riuscito nella sua impresa decise di andare altrove, non andando però mai in squadre rivali della sua amata squadra spalatina, con la quale concluse l'avventura dopo 375 partite giocate e 173 reti segnate.
Nel 1967 iniziò l'avventura calcistica in Germania per poi passare in Austria fino al 1971, anno in cui tornò nella sua patria.

### Nazionale
Nel 1960 con la nazionale olimpica ottenne l'oro olimpico alle olimpiadi di Roma 1960.
Il suo debutto con la nazionale jugoslava risale al 19 novembre 1961 nella partita contro l'Austria giocata a Zagabria. La sua ultima partita con la nazionale risale al 14 dicembre dello stesso anno contro l'Israele ad Tel Aviv.
Indossò la maglia della nazionale per un totale di sei partite andando due volte a segno.

## Palmarès

### Club
- Coppa di Jugoslavia: 1

Hajduk Spalato: 1966-1967

### Nazionale
- Oro olimpico: 1

Roma 1960